# 182nd-183rd Streets
182nd-183rd Streets è una fermata della metropolitana di New York situata sulla linea IND Concourse. Nel 2019 è stata utilizzata da 1 513 443 passeggeri. È servita dalla linea D sempre tranne nell'ora di punta del mattino in direzione Manhattan e nell'ora di punta del pomeriggio in direzione Bronx, e dalla linea B durante le ore di punta.

## Storia
La stazione fu aperta il 1º luglio 1933.

## Strutture e impianti
La stazione è sotterranea, ha due banchine laterali e tre binari, i due esterni per i treni locali e quello centrale per i treni espressi. È posta al di sotto di Grand Concourse e il mezzanino possiede quattro ingressi all'incrocio con 182nd Street.

## Interscambi
La stazione è servita da alcune autolinee gestite da MTA Bus e NYCT Bus.
- Fermata autobus